# Поповка 1-я
Поповка 1-я — деревня в Чернском районе Тульской области России.
В рамках административно-территориального устройства является центром Поповской сельской администрации Чернского района, в рамках организации местного самоуправления — административный центр Северного сельского поселения.

## География
Расположена у реки Чернь, на автомагистрали М2 «Крым», в 83 км к юго-западу от областного центра и в 14 км к северо-востоку от райцентра, пгт Чернь.

## Население
| 2010 |
| ---- |
| 667  |

Население — 667 чел. (2010).